# Jim Ratcliffe
Pour les articles homonymes, voir Ratcliffe.
Sir James Arthur Ratcliffe, né le 18 octobre 1952, est un milliardaire britannique, ingénieur chimiste de formation, devenu chef d’entreprise dans les secteurs financier et industriel. Ratcliffe est le PDG du groupe de chimie Ineos, qu'il a fondé en 1998 et dont il détient toujours les deux tiers, et dont le chiffre d'affaires est estimé à 80 milliards de dollars.
Sa société Ineos est propriétaire de l'équipe cycliste Ineos Grenadier (anciennement Team Ineos et SKY), de l’écurie de F1 Mercedes à 33%, du Team Ineos UK (Coupe de l’america), du club de football anglais Manchester United à 25%, du club de football français de l'OGC Nice, du club de football suisse du FC Lausanne-Sport et de Ineos Automotive Ltd. qui produit le 4x4 Ineos Grenadier en France.
Il est résident de la principauté de Monaco depuis 2018.

## Biographie
Né à Failsworth, non loin de Manchester, d'un père menuisier et d'une mère employée de bureau dans un service de comptabilité, James Ratcliffe a vécu dans un immeuble HLM jusqu'à l'âge de dix ans.
Sa biographie précise est rarement mise en avant, le Sunday Times le qualifie de personnalité réticente à se montrer en public,. Il a fait des études d’ingénieur chimiste à l’Université de Birmingham. Il devient entrepreneur à 40 ans. Il a alors deux fils, Sam et George. Il attache beaucoup d’importance au maintien de sa forme physique et aux activités orientées vers le plaisir, ainsi fait-il  une expédition aux pôles nord et sud en compagnie de ses deux enfants et court-il un marathon pour fêter ses soixante ans.
Le 13 mai 2018, il est la personne la plus riche du Royaume-Uni, avec une fortune nette de 21,05 milliards de livres.
Il décide en 2018 de s'installer à Monaco pour des raisons fiscales.
Il est marié à Catherine Polli.

### Investissement dans le sport
Le 13 novembre 2018, Ineos acquiert le club suisse de Lausanne-Sport.
Le 30 avril 2019, il reprend en main l’équipe cycliste Sky, qui est renommée Ineos puis Ineos Grenadier en août 2020.
Le 21 août 2019, l’Autorité de la concurrence autorise le rachat du club de football de l'OGC Nice par Ineos.
Le 12 octobre 2019, il finance et organise avec Ineos et Nike le "1h59 Challenge". Cette épreuve, à Vienne, a pour but de faire d'Eliud Kipchoge le premier homme à passer sous la barrière des 2h au marathon, en ayant recours à pas moins de 41 lièvres et une voiture ouvreuse inculquant le rythme. L'athlète réalise un temps de 1h59"40s, qui n'est toutefois pas reconnu comme un record du monde, en raison des conditions de course particulières.
Le 17 août 2022, il s'intéresse au rachat du club de football Manchester United, dont il acquiert 25 % des parts le 24 décembre 2023,.

## Engagement politique
Jim Ratcliffe s'est en particulier engagé contre les lois visant à protéger l'environnement. Sa compagnie, Ineos, a mené des activités de lobbying pour être exemptée de la taxe climat et pour faire supprimer le prix plancher du carbone. « Ineos incite le gouvernement britannique à utiliser le Brexit comme une chance pour exempter le secteur chimique de l’ensemble des coûts de la politique climatique », relève en 2017 The Guardian.
En octobre 2018, la compagnie a écrit au Secrétaire d’État britannique chargé de l’énergie et de la stratégie industrielle, menaçant de fermer son usine de Middlesbrough si le site n’échappait pas aux réglementations  en matière de pollution. Début 2019, c’est au président de la Commission européenne que Jim Ratcliffe a adressé une lettre ouverte dans laquelle il dénonce « des taxes vertes » qu’il juge « au mieux stupides », et affirme que l’Union européenne a « les lois sur l’énergie et le droit du travail les plus chers du monde ».
Il réclame par ailleurs un assouplissement des règles sur les tremblements de terre causés par la fracturation hydraulique, une technique décriée pour son impact sur l'environnement mais dont il défend la généralisation. Il qualifie ces réglementations d’« inapplicables », et reproche aux autorités de provoquer une « crise énergétique » et de causer des « dommages irréparables » à l’économie britannique.
Fervent défenseur du Brexit, il estime que celui-ci permettra aux entreprises britanniques de s’affranchir des réglementations environnementales. En décembre 2020, il achète le site Daimler à Hambach, en Moselle, pour y produire un 4 × 4, motorisé par la dernière génération de moteurs BMW, le Grenadier, qui s'inspire de la première génération du Land Rover Defender,.

## Distinctions
En 2018, Ratcliffe est anobli lors des Birthday Honours. Il accède au rang de Knight Bachelor.